# Kaempferia cuneata
Kaempferia cuneata är en enhjärtbladig växtart som beskrevs av François Gagnepain. Kaempferia cuneata ingår i släktet Kaempferia och familjen Zingiberaceae.
Artens utbredningsområde är Vietnam. Inga underarter finns listade i Catalogue of Life.